# Jerzy Pawłowski
Jerzy Władysław Pawłowski, poljski atlet, sabljač, olimpijski tekmovalec, obveščevalni častnik in vohun, * 25. oktober 1932, † 11. januar 2005, Varšava.